# Мірза Мухаммед-Гайдар
Мірза Мухаммед-Гайдар (*8 серпня 1499 — 1551) — військовий і державний діяч Яркендського ханства і Імперії Великих Моголів, історик, поет. Повне ім'я Мірза Мухаммед-Гайдар Дуглатбек ібн Мухаммед Хусейн Гураган.

## Життєпис
Походив з могулістанської знаті, племені дуглат. Його рід був правителем фактично незалежної держави Манглай-Субе зі столицею в Аксу. Син Мухаммад Хусейн Гурагана, намісника Ура-Тюбе, та Хуб Нігар-ханум (доньки могулістанського володаря Юнус-хана). Мухаммад Хусейн з дитячих років товаришував із Махмуд-ханом і близько 2 років перебував при дворі тимурида Омар-Шейха II, батька Бабура. Народився Мухаммед-Гайдар 1499 року в місті Шаш, куди втік його батько від родича Мірзи Абу-Бакра, що захопив владу в Манглай-Субе.
1508 року, коли Мухаммед Шейбані завоювали Шаш, разом з родиною втік до Кара-Тегіна, де панував до Хосров-шах з династії Тимуридів. У Кабулі Мухаммед Хусейн Гураган був замішаний у змові проти Бабура, який зі споріднених почуттів (матір Бабура — Кутлук Нігар-ханум —була сестрою дружини Мухаммед Хусейна і матері Мухаммеда Гайдара) пощадив його, але той змушений був перебрати до Фергани, де бувсхоплений і страчений за наказом Мухаммеда Шейбані. Мухаммада Хайдара рятує довірений його батька Мавлана Мухаммад, і відвозить через Бухару і Бадахшан до Кабула до Бабура.
У 1512 році перебирається до стриєчного брата Султан-Саїда, яким воював проти Мірзи Абу Бакра Дуглата та Суюнч-Ходжи-хана, правителя Шаша. У 1514 році під тиском останнього Султан Саїд і Мухаммед Гайдар рушають до Кашгару. Невдовзі завдають поразки Мірзі Абу Бакру, захоплюючи Яркенд, де засновується Могулія (відома як Яркендське ханство). Мухаммад Гайдар займається справами армії та держави, також виховує сина Султан-Саїд-хана — Абд ар-Рашида.
Також очолює низку військових походів держави у Бадахшан, Кафіристан. 1533 року очолив військо, яке захопило Кашмірський султанат, поваливши султана Мухаммед-шаха. За цим підкорив Ладакх, після чого рушив проти Нгаван Намг'яла, володаря Цангу (центральний Тибет). Мухаммед-Гайдару вдалося підкорити західну та центральну частини Тибету, але було втрачено багато коней і обморожено людей. Тому вимушено повернувся до Кашміру, плануючи наступного року здійснити новий похід. У Кашмірі 1534 року дізнався, що в Могулії змінився правитель — ним став Абд ар-Рашид-хан (його вихованець). Не почуваючи себе певно Мірза Мухаммед-Гайдар домовився з кланами Магре і Чаків про визнання Мухаммед-шахом зверхності могульського володаря, після чого залишив Кашмір. Але на шляху довідався про страти беківдуглатів, тому втік до Бадахшану.
Звідси перебрався до Кабулу, а потім рушив до Агри, де зустрівся з могольським падишахом Хумаюном, якого переконав надати військову допомогу для підкорення Кашміру.
1540 року знову вдерся до Кашмірського султанату, повалив Мухаммед-шаха, поставив на трон Назук-шаха, проте Мухаммед Гайдар став фактичним володарем Кашміру. Спробі Назук-шаха посилити свій вплив завадив Мірза Мухаммед Гайдар. Останній того ж року відбив спробу Каджі Чаки відновити на троні Ісмаїл-шаха.

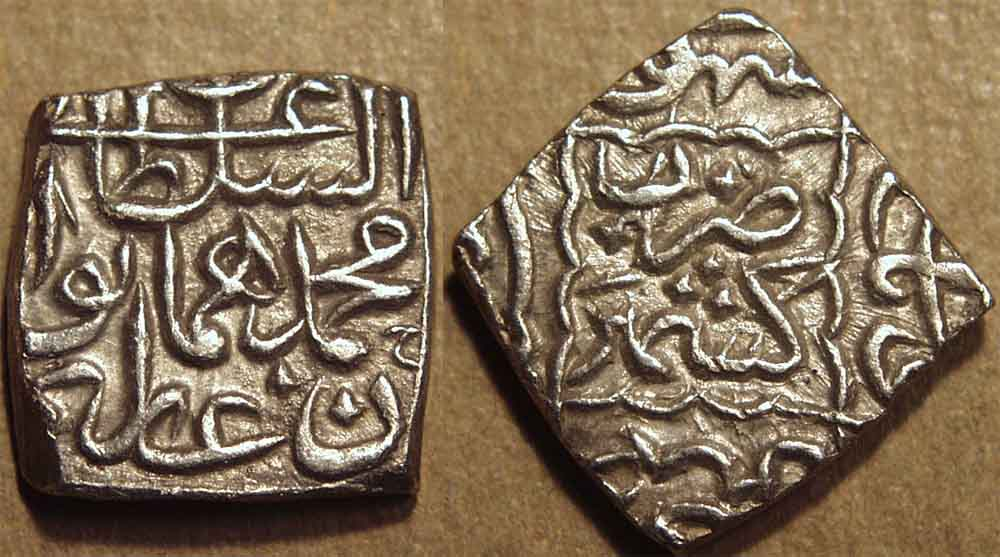
Срібні монети (сасну), що карбував Мухаммед-Гайдар в Кашмірі з ім'ям Хумаюна

1543 року погиркався з впливовими кашмірськими кланами Магре і Чакі. 1544 року Мухаммед-Гайдар завдав поразки клану Чакі. 1545 року від імені султана Назук-шаха визнав зверхність падишаха Хумаюна, який в цей час зайняв Кабул. До 1546 року Мухаммедгайдар значно зміцнився в Кашмірі. 1548 року підкорив Балтистан і встановити зверхність над Ладакхом.
1550 року вдалося попередити загрозу з боку сурійського падишаха Іслам Шаха, якому було відправлено в подарунок багато шафрану. Тому той відкинув пропозицію Чаків повалити Мірзу Мухаммед-Гайдара. Останній також почав переслідувати шиїтів, суфіїв, насамперед тарикату Нурбаші, яка підтримувала Чаків, та заборонив шафійський мазгаб.
1551 року спалахнуло повстання горян, на бік яких перейшов клан Магре. В наступних битвах Кара-Багадур, родич Мірзи Мухаммед-Гайдара, зазнав поразки і потрапив у полон. Зрештою Мухаммед-Гайдар у жовтні був вбитий при штурмі фортеці Манар.

## Творчість
З його доробку зберіглося 2 праці: «Таріхі Рашиді» (Історія Рашида) — історія могулів і ханів Чагатаїдів у Кашгарії та Могулістані (складено фарсі), поема тюркською мовою «Джахан-наме» (написано під псевдонимом Аяз).
Історична праця присвячена була могульському правителя Абд ар-Рашид-хану. Серед інших подій надає своє розуміння розпаду держави кочових узбеків, описує важливі факти заснування Казахського ханства в 1465 році, зокрема особисту зустріч Мухаммед-Гайдара з казахським ханом Касимом, а також численні унікальні факти з історії, звичаїв та традиції казахів, киргизів Тянь-Шаня, могулів, кашмірців (цьому присвячено 8 глав) та тибетців, мешканців Кафіристану. Надається опис міст та географія регіонів, де побував автор. Ця праця користувалася повагою у сучасників, наступні історики також широко її використовували.

## Пам'ять
- 1999 року встановлено пам'ятник у м. Тараз
- названо вулиці в Алмати, Таразі, Шимкенті, Астані.
- на його честь названо Таразький державний університет